# Pailón
Pailón es una localidad y municipio de Bolivia, ubicado en la provincia Chiquitos en el Departamento de Santa Cruz. El municipio tiene una superficie de 10.155 km² y cuenta con una población de 37.866 habitantes (según el Censo INE 2012).
La localidad fue fundada el 13 de mayo de 1953 y fue reconocido como municipio el 24 de noviembre de 1993, mediante el Decreto Supremo 24202. 

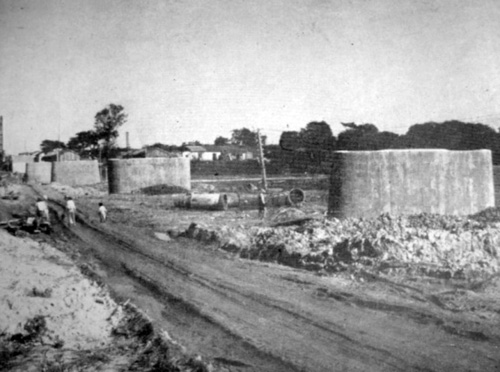
Pilares del Puente de Pailón.

Paión esta cubierto en su mayor parte por llanuras. Buena parte del municipio posee un terreno poco accidentado y un suelo fértil, por lo que existe una sostenida demanda de tierras con fines agrícolas. En la zona se han asentado inmigrantes menonitas y brasileños atraídos por las posibilidades de cultivos industriales. Actualmente, la producción soyera es una de las mayores fortalezas de la zona.

## Historia

### Hasta 1954
La historia de Pailón no es muy diferente a la de otros pueblos de la Chiquitania, y está ligada, al avance de la construcción del ferrocarril, a la “hoyada pailoleña”, al propio cruceño que se afinca como ganadero primero y como agricultor después y por último, al camino en construcción que será asfaltado.
Antes se asumía que hacer casas en la banda oriental del río Grande era peligroso, el traslado de los asentamientos españoles del siglo XVI, es una prueba de que el abanico fluvial que se inunda, el río es muy impredecible y cualquier año puede traer perdidas, hoy en día todavía las riadas, dan trabajo a los que se atreven a vivir cerca de sus orillas orientales.
Se tiene cierta evidencia que alrededor de 1920, se asentaron pequeños grupos atraídos por las tierras y el agua, que se juntaba alrededor de una poza o curiche que había sido hecha por la mano del hombre, para hacer construir el camino carretero y cuya hoyada, recibió el nombre de El Pailón. No solo estas personas foráneas al medio eran los habitantes cercanos o pasajeros del curiche, también se tiene constancia de que los ayoreos iban al río Grande.
Los ganaderos cruceños se hacen presentes desde el siglo XIX en la Chiquitania, muchos de ellos en busca de mano de obra para lo cual recurrían a las etnias de chiquitos y a los ayoréodes civilizados, se tiene evidencia de la familia de don Ángel María Montero Saucedo, la familia de Bernardo Chávez, y otros, con varias haciendas, como “Jesús”, “San Francisco”, “El Recreo” las que se afincaron en las cercanías de lo que hoy es Pailón y otros caseríos o lugares, como el de los Palmares de la Chiquitania , alrededor de 1920. Quizás estos ganaderos sean los anónimos fundadores del pueblo de Pailón.

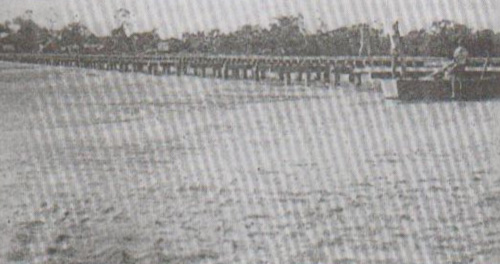
Construcción del Puente de Pailón.

Se considera como fundadores a ganaderos cruceños, viajeros hacia Puerto Suárez y trabajadores del FF.CC. (trabajadores y contratistas de la Comisión Mixta Ferroviaria Boliviano-Brasileña), que formaban los campamentos y viviendas del pueblo, de lo que iba a ser Pailón posteriormente, hasta el 13 de mayo de 1953, que es la fecha oficial de fundación.[cita requerida]
Al inicio de la contienda del Chaco, los estrategas militares construyeron fortines, con base a varios villorrios como Tres Cruces y Pozo del Tigre, (comunicación verbal, Carlos Cirbian) donde felizmente no hubo ni escaramuzas bélicas y quedaron hoy, como de lo que crecieron con el ferrocarril.
Estos avances trajeron migración del interior y en menor escala del exterior, que sumada a los cruceños, hicieron desaparecer un bosque muy espeso que era conocido por el Monte Grande de más de 100 kilómetros de ancho, desde el Río Grande hacia lo profundo de la chiquitania oriental. Esta deforestación trajo un avance de la frontera agrícola y se vieron plantaciones que daban de comer a la creciente población, principalmente, caña de azúcar y sus derivados, yuca y frutales como el plátano.
Estas inmensas regiones que desde Santa Cruz de la Sierra, hasta Puerto Suárez, se tardaba en llegar en carretón (rueda sin radios) o en carro, (ruedas con radios), tres meses de viaje, trajo aparejada la vida comercial de los villorrios, cuyos pobladores aprovecharon para realizar negocios, donde había alojamiento, comida, agua y pasto para las bestias, además de protección a los viajeros de los aguerridos nómadas y animales silvestres.

## Geografía
Pailón es uno de los tres municipios que junto al municipio de San José de Chiquitos y al municipio de Roboré, conforman la provincia Chiquitos.
La capital y localidad más poblada del municipio es Pailón. Está ubicado en la región este de Bolivia, y en la región oeste en su provincia, limitando al oeste por la cuenca del río Grande, que a la vez indica el límite con la provincia Andrés Ibáñez. Al norte limita con el municipio de San Julián y el municipio de Concepción (estos ubicados en la provincia Ñuflo de Chaves), al este con el municipio de San José de Chiquitos y al sur con el municipio de Charagua (ubicado en la provincia Cordillera).
El río Grande es el río más importante que cruza por Pailón. Es afluente del río Mamoré y atraviesa el extremo occidental del municipio. Otros ríos que resaltan son el río Callada Honda y el río Guarayos.

## Transporte
Pailón está ubicado a 61 kilómetros por carretera al este de Santa Cruz de la Sierra, la capital del departamento.
Desde Santa Cruz, la carretera nacional pavimentada Ruta 4/Ruta 9 conduce hacia el este vía Cotoca hasta Puerto Pailas, cruza el río Grande por el Puente Pailas y se divide 14 km después en Pailón. Desde aquí, la Ruta 4 conduce 587 km hasta Puerto Suárez, en la frontera con Brasil, mientras que la Ruta 9 conduce 1.175 km al norte hasta Guayaramerín.

## Clima

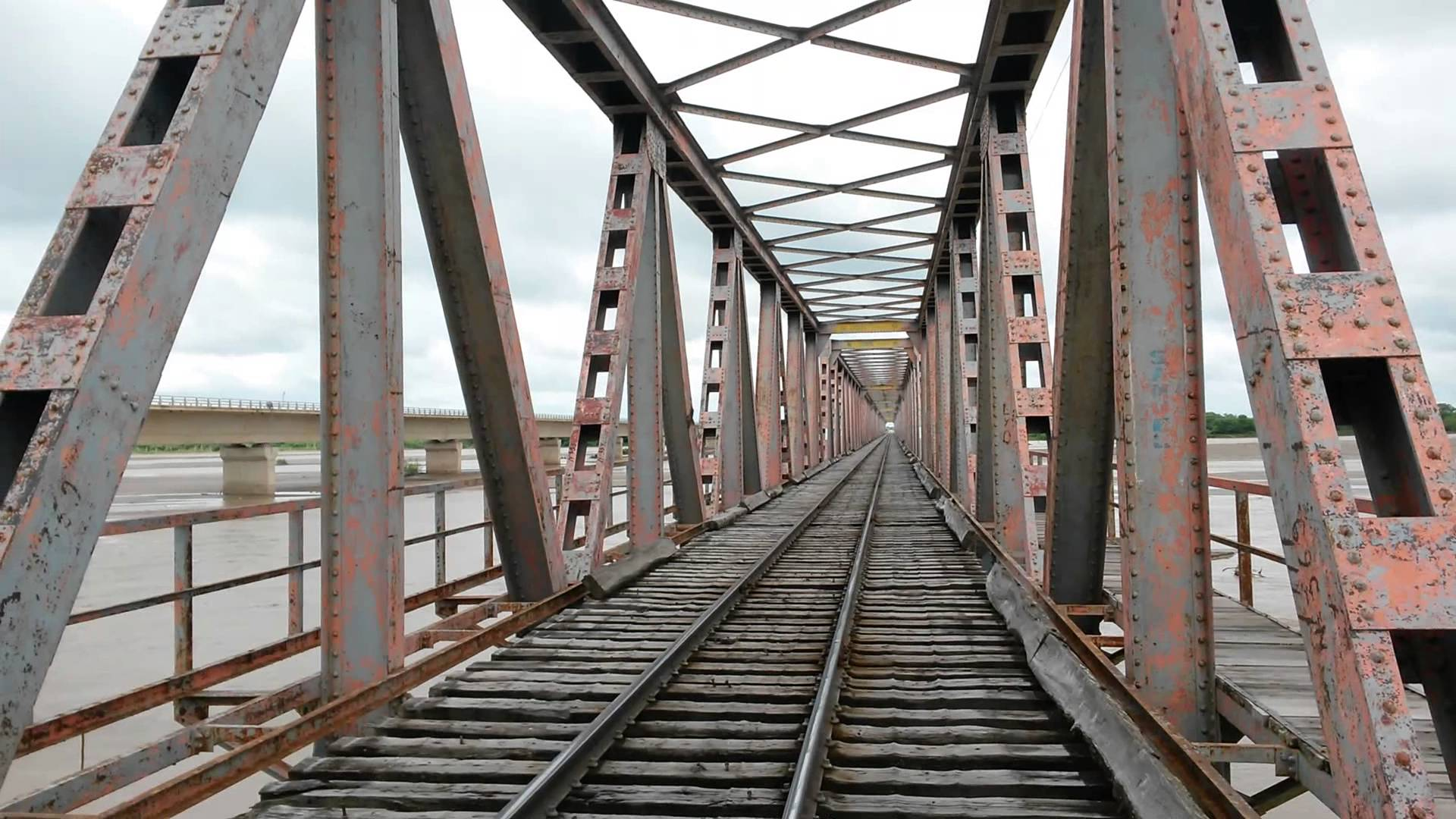
Puente de Pailón.

Pailón posee un clima subtropical húmedo, en el que se distinguen cuatro estaciones, con veranos cálidos y húmedos e inviernos frescos. Con una temperatura anual de 25,5 °C y con una precipitación pluvial media anual de 919 mm, con máximas de 41 °C.
El clima de Pailón puede ser clasificado como clima tropical de sabana (Aw), de acuerdo con la clasificación climática de Köppen.
La precipitación anual promedia oscila alrededor de los 900 a 1.000 mm. La mayor precipitación ocurre en los meses de octubre-febrero.

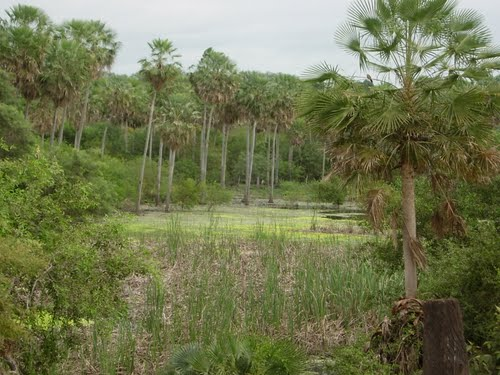
Palmeras de Pailón.

## Demografía
De acuerdo con el censo boliviano de 2024, la población del municipio de Pailón es de 54 357 habitantes.
La población del municipio se cuadruplicó entre 1992 y 2024:
| Año  | Habitantes (municipio) | Habitantes (localidad) | Fuente |
| ---- | ---------------------- | ---------------------- | ------ |
| 1992 | 12.955                 | 3 741                  | Censo  |
| 2001 | 28.520                 | 7 126                  | Censo  |
| 2012 | 37.866                 | 9 850                  | Censo  |
| 2024 | 54.357                 | -                      | Censo  |

### Etnias
En el municipio hay tres comunidades indígenas ayoreas (Poza Verde, Guiday Chai y Puesto Paz) y 11 colonias Menonitas de Rusia, estos últimos representan una gran parte de la población total del municipio.

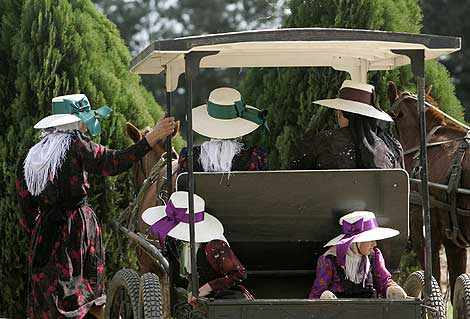
Menonitas en Pailón.

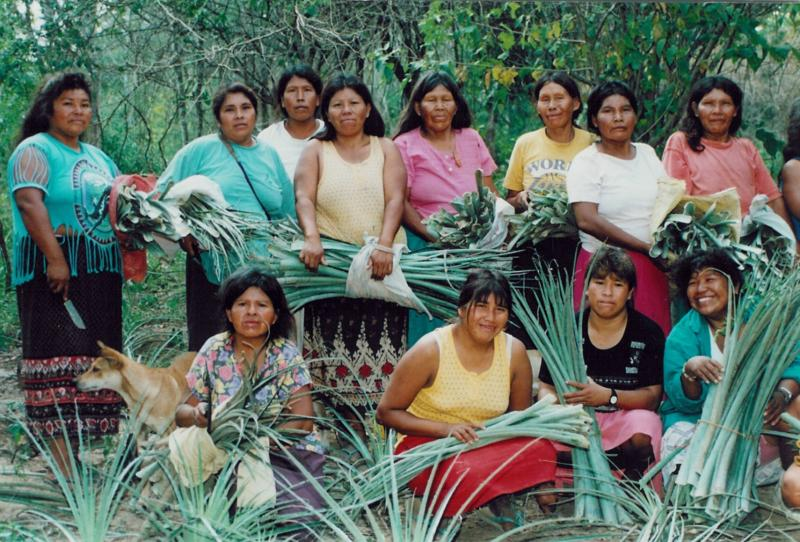
Indígenas ayoreos en Pailón.

## Economía
La actividad agrícola genera una dinámica del comercio minorista formal e informal, con la elaboración de comidas en tiempos de zafra, venta de productos fitosanitarios y repuestos para maquinaria agrícola y ganadera.
El principal cultivo de exportación es la soya, mientras que los productos de consumo doméstico son la carne, maíz, trigo, arroz y fréjol. Las fuentes de trabajo giran en torno a la agricultura, la ganadería, empleos en desmotadoras y silos de acopio, sector público, magisterio, comercio, transporte y elaboración de artesanías. La producción soyera es una de las mayores fortalezas de la zona.
En las inmediaciones del área urbana se han instalado infraestructuras de importantes empresas de almacenamiento de grano. Esta ubicación obedece a una lógica de exportación por el fácil acceso al ferrocarril y el uso de la carretera asfaltada, convirtiendo a la zona en un centro de desarrollo agroindustrial. 
A pesar de las condiciones climatológicas adversas y de una coyuntura de precios internacionales fluctuantes y desfavorables, la actividad agrícola tiene un comportamiento regular, con la soya y el girasol como productos más importantes. Toda la producción es adquirida por las empresas de almacenamiento de granos de la zona. Los caminos vecinales dificultan el transporte de los productos hasta los centros de destino, sobre todo en la época de lluvias.
La artesanía supone un complemento a los ingresos familiares. Los pobladores chiquitanos tejen hamacas y bolsones, mientras que en las comunidades ayoreas las mujeres tejen bolsones y “chipas” (bolsos) de garabatá y los hombres fabrican arcos y flechas y tallados de madera. 

### Turismo
El municipio no tiene enclaves turísticos desarrollados. Un paraje natural de interés es la Laguna Concepción, espacio declarado sitio Ramsar. Debido a problemas ambientales y de gestión, el espejo de agua de la laguna se ha reducido considerablemente en los últimos años, llegando incluso a secarse. Actualmente el Gobierno Municipal ha realizado gestiones para protección y recuperación de la laguna y las especies asociadas a ella.

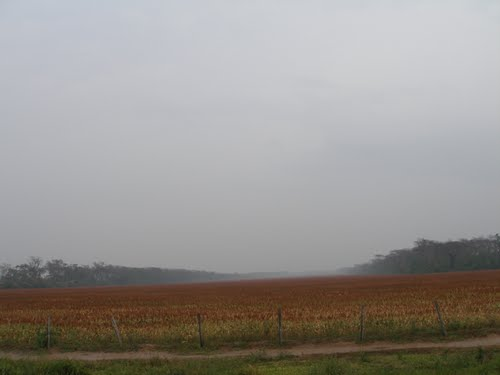
Cultivo de sorgo en Pailón.

## Gobierno y política
El municipio se encontraba dividido en cinco cantones hasta su abrogación en 2009: Pailón, Cañada Larga, Tres Cruces, Pozo del Tigre y Cerro Concepción. Existen 20 comunidades en total, contando la zona urbana de Pailón. La población del municipio, asentada a lo largo de la vía férrea es básicamente de origen chiquitano; existiendo también comunidades formadas por pobladores de los valles cruceños y colonos procedentes de otros departamentos del país (Chuquisaca y Potosí, principalmente).
En el municipio existen aproximadamente 28 Organizaciones de Base que representan a la población rural y urbana. Además, existen otras organizaciones sociales, productivas y económicas que constituyen el tejido asociativo del municipio. Entre ellas destacan, el Comité Cívico, las Fraternidades, Clubes de Madres, Sindicato de Transporte, Asociación de Ganaderos de Pailón (ASOGAPA) y Asociación de Artesanas “Arte Pailón”.

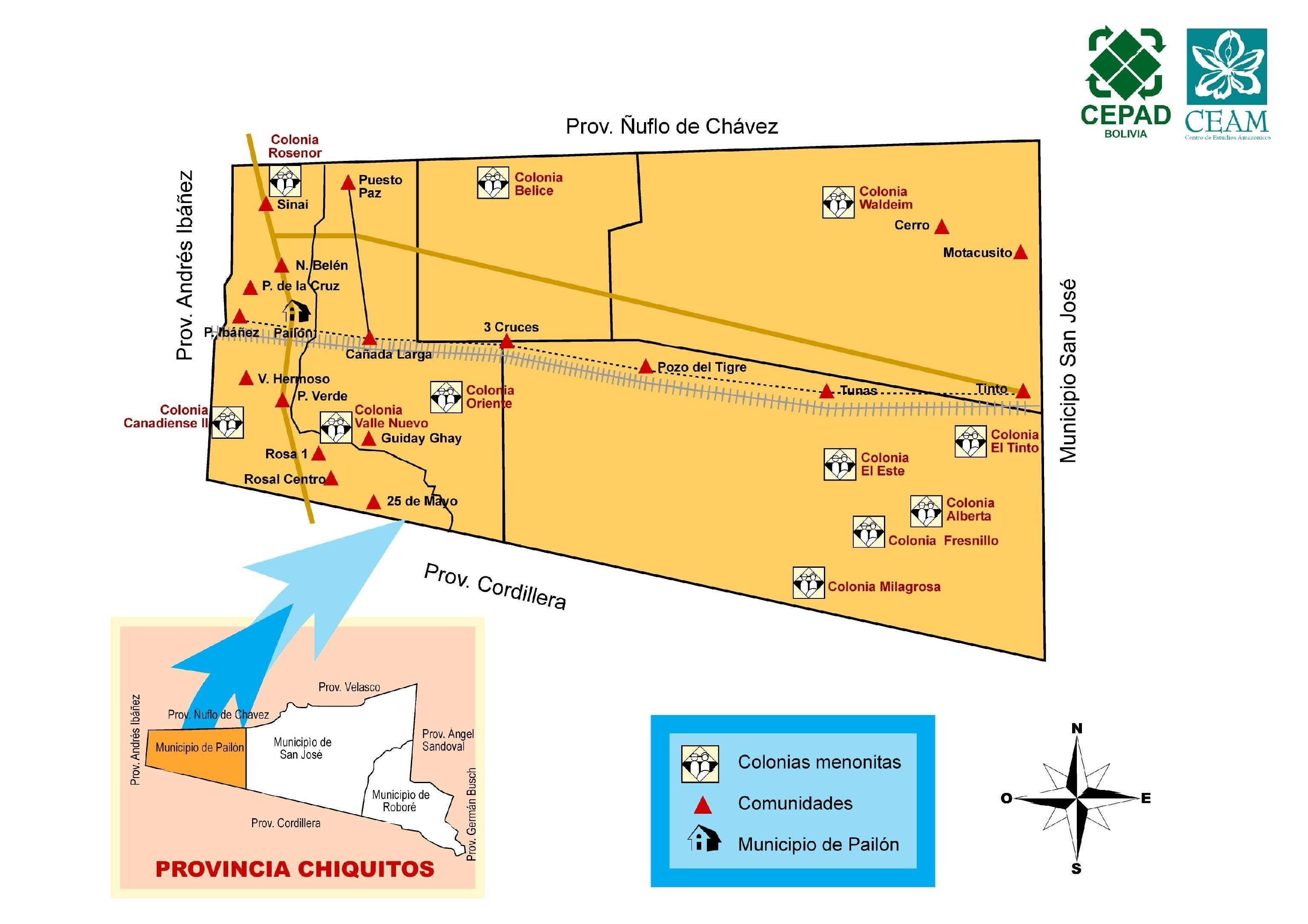
Mapa del municipio de Pailón.